# Miodrag Radovanović
Miodrag Radovanović, szerbül: Миодраг Радовановић (Čačak, 1929. augusztus 20. – Belgrád, 2019. január 15.) szerb színész.

## Fontosabb filmjei
Mozifilmek
- Salaš u malom ritu (1976)
- A tutaj utasai (Splav meduze) (1980)
- Nőrablás (Banovic Strahinja) (1981, hang)
- '68 szeszélyes nyara (Varljivo leto '68) (1984)
- A rigómezei csata (Boj na Kosovu) (1989)
- Senke uspomena (2000)

Tv-sorozatok
- A kezdet (Dimitrije Tucović) (1974, két epizódban)
- A belgrádi fiúk (Otpisani) (1975, egy epizódban)
- Salaš u malom ritu (1976, négy epizódban)
- Bolji život (1987, három epizódban)
- Vuk Karadžić (1987, két epizódban)
- Kraj dinastije Obrenović (1995, négy epizódban)
- Vratiće se rode (2007–2008, 14 epizódban)